# UBE2J1
UBE2J1‏ (Ubiquitin conjugating enzyme E2 J1) هوَ بروتين يُشَفر بواسطة جين UBE2J1 في الإنسان.